# Bunuri mobile din domeniul artă plastică clasate în patrimoniul cultural național al României aflate în județul Arad
Acestă listă conține bunurile mobile din domeniul artă plastică clasate în Patrimoniul cultural național al României aflate la momentul clasării în județul Arad.

## Tezaur
| Foto | Informații generale                                    | Detalii tehnice | Descriere | Deținător                   | Legături |
| ---- | ------------------------------------------------------ | --- | --- | --------------------------- | -------- |
|      | Eva Autor: Munkácsy Mihály                             | Datare: A doua jumătate a secolului XIX Școală: Școala maghiară Dimensiuni: L: 51 cm., LA: 41 cm. Material: ulei pe pânză                  | Portret de femeie, studiu pentru lucrarea "Milton dictând Paradisul pierdut fiicelor sale". Cromatică închisă. Elemente auxiliare: cadru de lemn brun. | Colecții particulare, Arad  | Cimec    |
|      | Dansul Autor: Bayros, Franz von                        | Datare: Începutul secolului XX Școală: Școala austriacă Dimensiuni: L: 33,6 cm., LA: 28,6 cm. Material: guașă pe carton                    | Prim plan: vegetație, tânără femeie nudă, profil dreapta, dansează. În plan secund alte siluete feminine dansează. Semnat dreapta jos cu negru: "bayros". | Colecții particulare, Arad  | Cimec    |
|      | Satyr cu nimfe Autor: Bayros, Franz von                | Datare: Începutul secolului XX Școală: Școala austriacă Dimensiuni: L: 31,6 cm., LA: 27 cm. Material: guașă cu accente de creion pe carton | Trei nuduri, bust, un bărbat (satyr) cu spatele și două tinere femei în profil dreapta. În partea de sus, trei egrete în zbor. Semnat dreapta jos cu negru: "bayros". | Complexul Muzeal Arad, Arad | Cimec    |
|      | Portret de femeie în alb Autor: Held, M.R.             | Datare: 1825 Dimensiuni: L: 95 cm., LA: 72 cm. Material: acuarelă pe fildeș                                                                | Miniatură cu portret de femeie. Poartă o rochie albă cu imprimeu verzui, umeri dezgoliți, la gât șnur negru, părul pieptănat cu cărare pe mijloc și bucle mari adunate pe tâmple. Semnat dreapta cu alb "M R Held 1825". Elemente auxiliare: cadru de lemn. | Colecții particulare, Arad  | Cimec    |
|      | Frater Petrus                                          | Datare: Sec. XVII Școală: Școală nord-italiană Dimensiuni: 1530x930 mm Material: ulei pe pânză                                             | | Colecții particulare, Arad  | Cimec    |
|      | Sfânta Eustația                                        | Datare: Sec. XVII Școală: Școală din Europa centrală Dimensiuni: 1530x930 mm Material: ulei pe pânză                                       | | Colecții particulare, Arad  | Cimec    |
|      | Jertfa lui Jeptha Autor: Ribalta, Juan                 | Datare: Sec. XVII Școală: Școală italiană Dimensiuni: 1370x1310 mm Material: ulei pe pânză                                                 | | Colecții particulare, Arad  | Cimec    |
|      | Bottyan cel orb cu fiica sa Autor: Madarasz Victor     | Datare: Sec. XIX;2/2 Școală: Școală maghiară Dimensiuni: 1660x1280 mm Material: ulei pe pânză                                              | Semnat stânga jos, cu brun: „Madarasz Victor”. | Colecții particulare, Arad  | Cimec    |
|      | Chronos răpind pe Amor lui Venus Autor: Caliari, Carlo | Datare: Sec. XVII Școală: Școală italiană Dimensiuni: 1280x1640 mm Material: ulei pe pânză                                                 | | Colecții particulare, Arad  | Cimec    |
|      | Portret de femeie                                      | Datare: Sec. XVII Școală: Școală germană Dimensiuni: 600x580 mm Material: ulei pe pânză                                                    | | Colecții particulare, Arad  | Cimec    |
|      | Peisaj animalier                                       | Datare: Sf. sec. XVIII - înc. sec. XIX Școală: Școală din Europa centrală Dimensiuni: 480x380 mm Material: ulei pe pânză                   | Semnat stânga jos, cu roșu: „C T”. | Colecții particulare, Arad  | Cimec    |
|      | Portret de femeie                                      | Datare: Sec. XVIII Școală: Școală din Europa centrală Dimensiuni: 630x540 mm Material: ulei pe pânză                                       | | Colecții particulare, Arad  | Cimec    |
|      | Incorigibilul Autor: Munkácsy Mihály                   | Școală: Maghiară Material: ulei pe pânză                                                                                                   | Una dintre cele mai ilustrative scene de gen din seria "viciilor sociale", incriminate de Munkacsy, lucrarea "Incorigibilui" de la Muzeul din Arad, este de asemenea reprezentativă pentru reflectarea unor caracteristici specifice celor două surse majore de inspirație: (1) elemente iconografice și tehnica clar-obscurului, preluate dinspre pictura secolului al XVII-lea, asimilate cu precădere în perioada muncheneză a creției sale; (2) influența în vocabularul plastic și tipologie a realismului francez courbetian, însușită în prima parte a perioadei pariziene. Noutatea acestui tip de lucrare constă în confruntarea ambiguă, tipic istorisită, cu pictura de gen barocă - atât în sintaxă, cât și în iconografie - realizată aici prin amplasarea unei oglinzi în stânga scenei, posibilă "reflectare a istoriei", dar și sursă luminoasă, menită să definească mai pregnant personajul principal. | Complexul Muzeal Arad, Arad | Cimec    |
|      | Scrisoarea Autor: Munkácsy Mihály                      | Datare: Sec. XIX;1/2 Școală: Maghiară Material: ulei pe pânză                                                                              | Între anii 1885-1894 Munkacsy a realizat mai multe scene de gen, inspirate din epoca Ludovic al XIII-lea, iar Scrisoarea de la Muzeul din Arad este una dintre cele mai reprezentative. Habitatul istorist în care se desfășoară acțiunea - cu mobile și obiecte de efect tipice sec. al XIX-lea, ca și atitudinea "studiată" a personajelor imprimă atmosferă modernă compoziției, efect urmărit, indubitabil, de pictor. Acestea, împreună cu bogăția textilă și cromatică a suprafeței, rezolvată cu mijloacele picturii realiste, conferă o admirabilă coerență de conținut de limbaj al lucrării. | Complexul Muzeal Arad, Arad | Cimec    |

## Fond
| Foto | Informații generale | Detalii tehnice | Descriere | Deținător                   | Legături |
| ---- | --- | --- | --- | --------------------------- | -------- |
|      | Generalul Pikety Gustav în temniță Autor: Koszkol Jenö | Datare: Sec. XIX;2/2 Dimensiuni: 31x37,5 cm Material: acuarelă; tuș pe hârtie                                                      | Interior de celula (în partea stângă sunt pictate gratii), cu un bărbat, de vârstă mijlocie, așezat într-un scaun cu brațe. Personajul este redat din față, poartă o manta de interior albă, papion albastru, pantaloni gri-albastru, papuci de casă. Pereții sunt decorați cu obiecte personale (figuri de posibili membri ai familiei, alegorii, opt șepci). Pe masa acoperită cu o fata de masa viu colorată (galben, albastru, cărămiziu) sunt așezate ordonat rame cu fotografii, un ceas, o cutie, albume închise. Pe o masuță pliantă este un cufăr negru, care are deasupra albume închise. În spatele personajului, un pat din lemn, acoperit cu o cuvertură albă decorată cu modele cărămizii. Alături, o măsuță din lemn cu o lampă de citit. Compoziție cu reale calități artistice: colorit plăcut, perspectiva marcată prin linii de fugă, proporții corect utilizate. Alături de decorativismul accentuat, portretul compozițional este forma portretului în portret. Semnat dreapta jos în creion: Kovacs Erno. | Complexul Muzeal Arad, Arad | Cimec    |
|      | Scena executării contelui Batthyany Lajos Autor: Janko Janos (după) | Datare: 1870 Școală: Atelier maghiar Dimensiuni: 47,5x58 cm Material: cromolitografie pe hârtie; pânză; lipire                     | Compoziție cu personaje: primul ministru Batthyany Lajos, încătușat, este dus spre locul execuției. Alături are un preot, în față și spate este flancat de gărzi ale armatei învingătoare. Lateral, populația îndurerată asistă la scenă. Predomină culorile verde, brun, roșu și negru. În partea stângă, jos, cu negru este menționată editura: "Mehrer V. tulajdona / BUDAPESTEN" (Proprietatea lui Mehrer V., la Budapesta). În dreapta, jos cu negru, reprodusă semnătura pictorului "Janko J." Lucrarea are rama contemporană, stil Biedermeier, din lemn cu foiță de aur. Lucrarea este o reproducere, cromolitografie, după pictura, cu același subiect, realizată de Janko Janos. | Complexul Muzeal Arad, Arad | Cimec    |
|      | Colonelul Ziko Janos Autor: Stager | Datare: 1849 Dimensiuni: 8,2x6,2 cm Material: guașă; foiță; filde; etui din imitație de piele                                      | Portret de bărbat de vârstă mijlocie, cu mustață neagră, redat frontal, așezat într-un fotoliu verde, văzut până la jumătatea corpului. Poartă tunica de ofițer cu fireturi aurii. Mâna stângă o ține ridicată la nivelul taliei. Fundal gri uniform. Semnat și datat dreapta lateral cu negru: Stager 1849. | Complexul Muzeal Arad, Arad | Cimec    |
|      | Peisaj Autor: Gyulai Gaál Miklós Ez a lap egy ellenőrzött változatarészletek megjelenítése/elrejtése Gyulai Gaál Miklós Ez a lap egy ellenőrzött változatarészletek megjelenítése/elrejtése Gyulai Gaál Miklós | Datare: 1854 Dimensiuni: 19,1x14 cm Material: accente de acuarelă pe hârtie; vernis                                                | Peisaj de inspirație romantică: pe o stâncă se înalță un castel, la poalele lui case și vegetație. În prim plan, coroana unui copac, un car cu fân și două personaje. Cromatic, predomină nuanțe de ocru, brun și verde. Lucrarea are rama originală, din profil îngust de lemn, cu foiță de aur aplicată pe muchia din față. În registrul de inventar, lucrarea este atribuită colonelului Gyulai Gaal Miklos (1799-1854), care a pictat-o în 1854. Pe cartonul care fixează lucrarea în ramă, s-a specificat în limba maghiară: "Gaal Miklos honvedtabornoknak aradi fogsagaban keszitett utolso munkaja" (Ultima lucrare a generalului de honvezi Gaal Miklos, făcută în timpul detenției de la Arad). | Complexul Muzeal Arad, Arad | Cimec    |
|      | Lupta de la Isaszeg | Datare: 1881 Școală: Atelier vienez Dimensiuni: 58x86 cm Material: cromolitografie pe hârtie                                       | Scenă de luptă cu foarte multe personaje, văzută de sus, având în prim plan generalii Klapka Gyorgy și Gorgei Artur călare, în dialog. În plan secund, marcat de fumul tunutrilor, se desfășoară lupta propriu-zisă într-un peisaj deluros, sub un cer înalt. Predomină cromatica cu nuanțe de gri-verde, ocru, brun. Stânga jos cu alb: Breidwiser 1881 Wien. | Complexul Muzeal Arad, Arad | Cimec    |
|      | Colonelul Asztalos Sandor | Datare: 1868 Școală: Școala maghiară Dimensiuni: 63,5x50 cm Material: ulei pe pânză                                                | Portretul unui bărbat tânăr, cu mustață și barbă șatenă. Poartă tunică de ofițer, cu fireturi și guler aurii, descheiată pe piet. Sub tunică de văd marginile unei veste verzi, paspoalată cu auriu, și cămașă albă. Personajul este redat bust, profil 3/4 spre dreapta. Fundal brun-verzui, mai luminos în dreapta capului. Predomină cromatica închisă (brun, brun-verzui), cu accente calde datorate auriului de la acesorile vestimentare și ocrului utilizat la redarea faciesului. Semnat dreapta jos cu roșu: Zahoray J. 868. Personajul este Asztalos Sandor (1823-1857), colonel în armata revoluționară maghiară, implicat în luptele de la Arad din 6 februarie 1848. | Complexul Muzeal Arad, Arad | Cimec    |
|      | Înfrângerea lui Nagy Sándor de la Debreczin | Datare: 2/2 sec. XIX Școală: Atelier vienez Dimensiuni: 21x25 cm Material: litografie pe hârtie                                    | Scenă de luptă: două tabere beligerante în acțiune. În prim plan, răniți și morți. În plan secund, trupe rivale în desfășurare. La orizont, fumul tunurilor acoperă parțial construcțiile unei locuiri. Sub imagine, dreapta: D[ruk] u[nd] V[erlag] bei F. Werner Marienhillf No. 128 in Wien (Tipărit și editat la F. Werner [str.] Marienhillf nr. 128 în Viena). Text: „F. M. Fürst Paskiewitsch schlägt die von Debreczin aufgestellen Insurgenten unter Nagy Sándor und macht 2000 Gefangene den 2 - ten August 1849” (Generalul Paskiewitsch îi bate la Debrecen pe insurgenții lui Nagy Sandor și face 2000 de prizonieri la 2 august 1849). | Complexul Muzeal Arad, Arad | Cimec    |
|      | Farmacistul Gallini Pal Autor: Somogyi Agoston | Datare: 1892 Școală: Atelier local Dimensiuni: 50x38 cm Material: pastel; creion; hârtie                                           | În medalion oval, portretul bust al unui bărbat tânăr reprezentat frontal, ușor profil dreapta. Poartă camașă albă, vestă crem, veston negru, la gât eșarfă neagră înnodată papion. Semnat dreapta lateral cu negru: Nieland M./ pastel rajza utan / Somogyi A./ 1892 (Somogy A. in 1892, după desenul în pastel a lui Nieland M.). Ramă neagră, originală, de sfârșit de secol XIX, cu modele aurii în cele patru colțuri. | Complexul Muzeal Arad, Arad | Cimec    |
|      | Gyulai Gaal Miklos Autor: Kowalszky, R. (?) | Datare: 1832 Școală: Atelier central-european Dimensiuni: 21x18 cm Material: acuarelă pe hârtie                                    | Portretul unui bărbat de vârstă mijlocie, cu mustață și barbă roșcată, care pozează așezat într-un jilț tapitat cu mătase albastră. Personajul este redat sezând, profil 3/4 spre dreapta, privind frontal, însă corpul este îndreptat ușor spre stânga. Poartă costum negru, vestonul cu nasturi metalici, ornament care se regasește și pe parteă superioară a mânecii. Fundal vibrat ocru-brun. Semnat dreapta lateral cu negru: „R. Kowalszky 1832” (?). Lucrarea face parte din genul miniatură. Acuarela este încadrată în etui din imitație de piele, protejată prin medalion oval din sticlă. Personajul este identificat cu colonelul Gyulai Gaal Miklos (1799-1854), comandant al armatei din Cetatea Aradului, în perioada Revoluției (conform înscrisurilor din registrul de inventar). | Complexul Muzeal Arad, Arad | Cimec    |
|      | Maiorul Rakotzy Parcsetich Hugo lucrând în temniță Autor: Calzada (?), Alfons | Datare: 1855 Dimensiuni: 17x14 cm Material: acuarelă pe hârtie                                                                     | Bărbat, de vârstă mijlocie, așezat la o masă de lucru portabilă. Se sprijină pe spătarul unui scaun, întors spre masa de lucru, și este redat în momentul executării unui desen. Semnat dreapta jos cu negru "Alfons". Ramă lucrării este originală, posibil contemporană cu aceasta, realizată din patru șipci de lemn lăcuite. Personajul este identificat drept maiorul honved Rakotzy Parcsetich Hugo, cel care a realizat, în temnița din cetatea Aradului, portrete, în pastel, ale ofițerilor întemnițați alături de el. Lucrarea este atribuită maiorului Alfonso Calzada, și el prizonier la Arad. Este specificat anul 1855 drept perioadă a realizării acuarelei. | Complexul Muzeal Arad, Arad | Cimec    |
|      | Kossuth Lajos Autor: Ebert, Anton | Datare: 1899 Dimensiuni: 63,5x54,2 cm Material: ulei pe pânză                                                                      | Portretul bust, redat frontal, al unui bărbat bătrân, cu calviție, mustață și barbă albă. Poartă veston negru, descheiat, vestă neagră și camașă albă. La gât, eșarfă neagră, înnodată scurt, tip papion. Fundalul este brun-verzui, cu o ușoară deschidere cromatică în zona umerilor personajului. Semnat stânga lateral cu roșu: „A. Ebert Marz... 1899”. Lucrarea este una din variantele care îl redau pe Kossuth Lajos (1802-1894) la anii bătrâneții. Pictura a fost dublată la o dată necunoscută, prezintă urme vechi de craclură. | Complexul Muzeal Arad, Arad | Cimec    |
|      | Locotenentul Karolyi Miksa Autor: Rakotzy Parcsetich Hugo | Dimensiuni: 66x48 cm Material: pastel; creion; hârtie                                                                              | Portret bust, bărbat de vârstă mijlocie, cu mustață șatenă, redat 3/4 profil stânga, privire frontală. Poartă pălărie, veston verzui, la gât are o eșarfă neagră înnodată. Fundal verde, mai luminos în partea superioară. Dreapta jos cu alb numărul „51”. Ramă din lemn băițuit. Conform etichetei, în limba maghiară, anexată pastelului, personajul îl reprezintă pe Karolyi Miksa - locotenent colonel în armata revoluționară maghiară, condamnat la 5 ani închisoare, eliberat la 28 februarie 1851. Lucrarea a fost realizată de către maiorul Parcsetich între anii 1849-1855, în cetatea Aradului. | Complexul Muzeal Arad, Arad | Cimec    |
|      | Colonelul Asboth Lajos Autor: Rakotzy Parcsetich Hugo | Dimensiuni: 66x48,5 cm Material: pastel; creion; hârtie                                                                            | Bărbat de vârstă mijlocie, reprezentat bust, 3/4 spre dreapta, are mustață și barbă castanie-grizonată, poartă pălărie gri și veston maro. Fundal gri-verzui. Dreapta jos cu alb numărul „48”. Ramă din lemn băițuit. Conform etichetei, în limba maghiară, anexată lucrării, personajul este colonelul Asboth Lajos - comandantul armatei revoluționare. Asboth a fost condamnat la spânzurătoare, cu strămutarea pedepsei în 18 ani de închisoare în lanțuri. Maiorul revoluționar Parcsetich a realizat pastelul între anii 1849-1855, în cetatea Aradului. | Complexul Muzeal Arad, Arad | Cimec    |
|      | Colonelul Hadik Gusztav Autor: Rakotzy Parcsetich Hugo | Dimensiuni: 66x48 cm Material: pastel; creion; hârtie                                                                              | Portret bust, bărbat de vârstă mijlocie, cu mustață șaten deschis, redat spre stânga, profil 3/4, privire frontală. Poartă pălărie, cămașă albă, veston gri cu guler verde, eșarfă neagră înnodată stil papion. Lateral stânga, un baston ridicat în dreptul feței. Fundal brun-vibrat, mai întunecat pe partea inferioară. În dreapta jos, cu alb numărul „61”. Ramă din lemn băițuit. Conform etichetei, în limba maghiară, anexată lucrării, personajul este contele Hadik Gusztav, cu grad de colonel în armata revoluționară maghiară. Hadik a fost condamnat la moarte prin împușcare, dar pedeapsa a fost comutată în 15 ani închisoare în lanțuri. A fost eliberat la 25 februarie 1851. Lucrarea a fost realizată de către maiorul Parcsetich, în cetatea Aradului, în intervalul 1849-1855. | Complexul Muzeal Arad, Arad | Cimec    |
|      | Colonelul Weizel Janos Autor: Rakotzy Parcsetich Hugo | Dimensiuni: 66x48,5 cm Material: pastel; creion; hârtie                                                                            | Portret bust, bărbat în vârstă, cu păr și mustață grizonate, redat ușor profil stânga, privire frontală. Poartă veston antracit, cămașă albă, eșarfă neagră înnodată stil papion. Fundal verde închis, mai luminat în partea superioară. Dreapta jos cu alb numărul „67”. Ramă de lemn băițuit. Conform etichetei, în limba maghiară, anexată lucrării, personajul îl reprezintă pe Wizel Janos - colonel în armata revoluționară maghiară, condamnat la 16 ani închisoare. Pastelul a fost realizat de către maiorul Parcsetich, în cetatea Aradului, în intervalul 1849-1855. | Complexul Muzeal Arad, Arad | Cimec    |
|      | Maiorul Schenovitz Frigyes Autor: Rakotzy Parcsetich Hugo | Dimensiuni: 66x48,5 cm Material: pastel; creion; hârtie                                                                            | Portret bust, bărbat de vârstă mijlocie, cu barbă și mustață blond închis, redat întors spre stânga, 3/4 profil stânga, privește frontal. Poartă pălărie, veston gri-albastru. Fundal gri, luminat în jurul capului. Dreapta jos cu alb numărul „100” Ramă de lemn băițuit. Conform etichetei, în limba maghiară, anexată lucrării, personajul este Schenovitz Frigyes - maior în armata revoluționară maghiară, condamnat la 15 ani închisoare, cu strămutare la 10 ani. A fost eliberat în 11 iunie 1852. Pastelul a fost realizat de către maiorul Parcsetich, în cetatea Aradului, în intervalul 1849-1855. | Complexul Muzeal Arad, Arad | Cimec    |
|      | Maiorul Viragh Gida Autor: Rakotzy Parcsetich Hugo | Dimensiuni: 66x48 cm Material: pastel; creion; hârtie                                                                              | Portret bust de bărbat, vârstă mijlocie, cu barbă și mustață castanie, redat frontal, cu corpul ușor profil stânga. Poartă cămașă albă, vestă gri-verzui și veston gri-albastru. Fondul este în aceleași tonuri de gri, verzui, albastru, mai închis în zonă inferioară. Dreapta jos cu alb este încris numărul „45”. Ramă din lemn băițuit. Conform etichetei, în limba maghiară, anexate lucrării, personajul este ofițerul de husari (maior) Virag Gedeon, implicat în Revoluția de la 1848-1849. Virag a fost condamnat la moarte prin împușcare. A executat 16 ani de închisoare în lanțuri. Pastelul a fost realizat în cetatea Aradului, între anii 1849-1855, de către maiorul Parcsetich. | Complexul Muzeal Arad, Arad | Cimec    |
|      | Colonelul Benitzky Lajos Autor: Rakotzy Parcsetich Hugo | Dimensiuni: 66x48 cm Material: cărbune; pastel; hârtie                                                                             | Portret bust, bărbat de vârstă mijlocie, cu barbă și mustață neagră, redat în profil stânga. În partea stângă este desenat capătul unui baston. Poartă haine elegante civile, pălărie. Nu are fundal. Dreapta jos cu alb numărul „80”. Lucrarea este o eboșă, vestonul personajului este conturat în cărbune. Ramă de lemn băițuit. Conform etichetei, în limba maghiară, anexată lucrării, personajul este Benitzky Lajos - colonel în armata revoluționară maghiară, condamnat la spânzurătoare, pedeapsă strămutată în muncă silnică. A fost amnistiat în 1856. Portretul a fost realizat de către maiorul Parcsetich, în cetatea Aradului, în intervalul 1849-1855. | Complexul Muzeal Arad, Arad | Cimec    |
|      | Căpitanul Freyburg Lajos Autor: Rakotzy Parcsetich Hugo | Dimensiuni: 71x52 cm Material: pastel; creion; hârtie                                                                              | Portret bust de bărbat, vârstă mijlocie, cu barbă și mustață șatenă, început de calviție, redat frontal, cu corpul ușor profil stânga. Poartă tunică albastru-jandarm, fară însemnele de grad. Stânga jos, un cap de câine. Fond albastru-verzui, mai luminat în jurul capului. Dreapta jos cu alb, numărul „61” Ramă din lemn băițuit. Conform etichetei, în limba maghiară, anexată lucrării, personajul este căpitanul Freyburg Lajos, condamnat la moarte prin împușcare, însă pedeapsa a fost strămutată în 12 ani de închisoare în lanțuri. Pastelul a fost realizat de maiorul Parcsetich, în cetatea Aradului, în intervalul 1849-1855. | Complexul Muzeal Arad, Arad | Cimec    |
|      | Fuga lui Kmetty și Dembinszky pe Dunăre la Orșova | Datare: 2/2 sec. XIX Școală: Școală maghiară Dimensiuni: 28x36,5 cm Material: ulei pe carton                                       | Scenă de gen redată în manieră romantică. Patru personaje, pictate în ipostaze teatrale, într-o barcă. Bărbații poartă însemne și uniforme ale armatei revoluționare maghiare. În prim plan, capul unui cal cu căpăstrul legat de barcă. La orizont, dealuri și reperele unei așezări (Orșova?). În fundal, cer cu nori învolburați redați în culorile albastru, roz și violet. În compoziție predomină contrastul dintre culorile roșu și verde. | Complexul Muzeal Arad, Arad | Cimec    |
|      | Colonelul Korponay Janos Autor: Rakotzy Parcsetich Hugo | Dimensiuni: 66x48 cm Material: pastel; creion; hârtie                                                                              | Portret bust, bărbat de vârstă mijlocie, cu mustață și barbă șatenă, redat 3/4 profil stânga. Poartă pălărie neagră, veston gri-albastru, în gură ține o pipă. Fundal mai întunecat dreapta jos. Dreapta jos cu alb numărul „57”. Ramă din lemn băițuit. Conform etichetei, în limba maghiară, anexată lucrării, personajul este Korponay Janos - colonel în armata revoluționară maghiară, condamnat la moarte prin împușcare, cu pedeapsa strămutată în 16 ani de închisoare în lanțuri. Pastelul este realizat de maiorul Parcsetich, în cetatea Aradului, între anii 1849-1855. | Complexul Muzeal Arad, Arad | Cimec    |
|      | Colonelul Ferenczy Albert Autor: Rakotzy Parcsetich Hugo | Dimensiuni: 66x48 cm Material: pastel; creion; hârtie                                                                              | Portret bust, bărbat de vârstă mijlocie, cu mustață neagră, redat 3/4 profil stânga, privire frontală. Poartă pălărie gri-verzui, veston verde, vestă gri, eșarfă neagră înnodată. Fond gri cu o nuanță deschisă în jurul capului. Dreapta jos cu alb numărul „74”. Ramă din lemn băițuit. Conform etichetei, în limba maghiară, anexată lucrării, personajul este Ferenczy Albert - colonel în armata revoluționară, condamnat la 6 ani închisoare. a fost eliberat în 28 februarie 1851. Pastelul a fost realizat de către maiorul Parcsetich, în cetatea Aradului, în intervalul 1849-1855. | Complexul Muzeal Arad, Arad | Cimec    |
|      | Maiorul Dallos Elek Autor: Lizenmeier | Datare: 1850 Dimensiuni: 40x34 cm Material: acuarelă cu accente de creion pe hârtie                                                | Portret de bărbat tânăr, cu barbă și mustață, văzut până la genunchi spre dreapta, profil 3/4. Personajul poartă uniformă de gală: tunică cu fireturi aurii, pantalon gri-albastru cu vipușcă roșie. Mâna stângă o ține ridicată la nivelul taliei, iar dreapta este sprijinită pe bordura unui fragment arhitectural ușor schițat. În partea stângă a personajului, prinsă de brâu, îi atârnă sabia în teacă. Semnat stânga mijloc cu creion "Lizenmeier 1850". | Complexul Muzeal Arad, Arad | Cimec    |
|      | Curtea cazarmei Josefstadt Autor: Romer | Datare: 1853 Dimensiuni: 8,9x14,6 cm Material: acuarelă; creion; tu; hârtie                                                        | Curte interioară de cazarmă. În partea dreaptă: fațadă cu parter și un nivel, alee pietruită, două pichete de pază. În stânga: gard și vegetație. În fundal, un corp de clădire închide peisajul. Personaje, în uniforme militare sau îmbracați civil, sunt surprinse în conversație. Culori calde: ocru, roșu, brun, combinate cu intervenții de albastru și verde. Semnată dreapta jos în creion „ROMER 853”. Ramă din lemn, profil îngust cu foiță de aur pe muchia din față. | Complexul Muzeal Arad, Arad | Cimec    |
|      | Curtea cazarmei Josefstadt Autor: Horvath Karoly | Datare: 1853 Dimensiuni: 10,5x16,5 cm Material: acuarelă cu accente de creion pe hârtie                                            | Curte interioară de cazarmă. În partea dreaptă: o fațadă cu un nivel, alee pietruită și două pichete de pază. În stânga, gard. În fundal, un corp de clădire închide peisajul. Două personaje, în uniforme militare, sunt surprinse în conversație. Inscripție jos, cu cerneală, în limba maghiară: „Sandor pajtas! Jobb nevnapakra kivan. Jozsefvaros 1853. Marc. 18 kan baratod Horvarth Karoly” (Camarade Sandor, zile onomastice mai bune îți doresc, Josefstadt, la 18 martie 1853, prietenul tău Horvarth Karoly. Lucrarea este înrămată în profil de lemn aurit pe muchia din față. Acuarela are valoare de felicitare. Ea a fost adresată lui Sandor, adică Dombrady Nagy Sandor, cu ocazia zilei onomastice (18 martie, în calendarul catolic, este sărbătoarea Sf. Alexandru / Sandor). | Complexul Muzeal Arad, Arad | Cimec    |
|      | Lupta de la Szoreg | Datare: 2/2 sec. XIX Școală: anonim Dimensiuni: 34x51 cm Material: cromolitografie pe hârtie; guașă                                | Scenă de luptă: tabere beligerante în acțiune, răniți în prim-plan, călăreți în planul secund. În fundal peisaj deluros. Tema lucrării: momentul înfrângerii armatei revoluționare condusă de generalul Dembinski (5 august 1849). Aproximativ jumătate din compoziție este orizontul larg, un cer înalt, nuanțe decolorate de gălbui, verde-brun, albastru-alb. | Complexul Muzeal Arad, Arad | Cimec    |
|      | Scenă de luptă Autor: Bourguignon, Jaques de (școala lui) | Datare: A doua jumătate a sec. XVII Școală: Școală italiană Dimensiuni: L: 46 cm., LA: 63,5 cm. Material: ulei pe pânză            | În prim plan, călăreți redați în momentul bătăliei. În fundal, cer brăzdat de nori și vegetație. Cromatica brunisată. Elemente auxiliare: cadru de lemn vopsit verde și auriu. | Colecții particulare, Arad  | Cimec    |
|      | Arab Autor: Kriehuber, Joseph | Datare: Sec. XIX Dimensiuni: L: 51 cm., LA: 43 cm. Material: ulei pe pânză                                                         | Portret de bărbat semiprofil stânga, costumat în arab. Tușă fină, tonuri de ocru. Elemente auxiliare: cadru de lemn aurit. | Colecții particulare, Arad  | Cimec    |
|      | Autoportret cu beretă Autor: Kupeczky Janos | Datare: Începutul sec. XVIII Dimensiuni: L: 50 cm., LA: 40 cm. Material: ulei pe pânză                                             | Pe un fond verde, bust de bărbat, profil stânga cu fizionomia văzută din față. Inspirat după portretele lui Rembrandt. Semnat dreapta jos cu negru: "Kupeczky". Elemente auxiliare: cadru de lemn aurit. | Colecții particulare, Arad  | Cimec    |
|      | Portret de femeie Autor: Lequeutre, Hippolyte Joseph | Datare: 1843 Dimensiuni: L: 32,5 cm., LA: 24,4 cm. Material: pastel pe carton                                                      | Portet de femeie tânără, pieptănată cu cărare pe mijloc, părul adunat pe tâmple, în creștet cocul susține o mică togă, rochie cărămizie paspoalată la decolteu cu o dantelă albă. Semnătură: dreapta jos cu roșu: "Lequeutre 1843". | Colecții particulare, Arad  | Cimec    |
|      | Uliță țărănească Autor: Tölgyessy Artúr | Datare: Începutul secolului XX Școală: Școala maghiară Dimensiuni: L: 26 cm., LA: 34,5 cm. Material: ulei pe lemn                  | Uliță de sat mărginită de copaci și fațade de case. În fundal, două personaje. Semnat: Tolgyessy A. Elemente auxiliare: cadru de lemn aurit. | Colecții particulare, Arad  | Cimec    |
|      | Schubert | Datare: Secolul XIX Școală: Școala austriacă Dimensiuni: D: 8,8 cm. Material: ulei pe mătase lipită pe carton                      | Tondă, pe mătase roșie, într-un cadru cu fond gri-albastru mărginit de frunzulițe verzi, este redat portretul, ușor profil dreapta, ala unui bărbat (Schubert?). Elemente auxiliare: cadru de lemn. | Colecții particulare, Arad  | Cimec    |
|      | Portret de femeie Autor: Brevillier, Henriette de | Datare: 1844 Dimensiuni: L: 26,9 cm., l: 21,6 cm. Material: acuarelă pe carton                                                     | Într-un fotoliu cărămiziu, o femeie tânără pieptănată cu cărare pe mijloc și părul adunat pe tâmple, poartă o rochie neagră cu un trandafir roșu la decolteu. În mâna dreaptă ține un evantai închis. Ușor semiprofil dreapta. Semnat: stânga jos cu creion: "Henriett 1844". Cartonul, în colțul drept jos, are imprimat marca "Superfine London Board". | Colecții particulare, Arad  | Cimec    |
|      | Sfântul Florian Autor: Barabás Miklós | Datare: A doua jumătate a sec. XIX Dimensiuni: L: 41 cm., l: 25 cm. Material: ulei pe pânză                                        | Bărbat costumat în uniformă romană, ține în mâna stângă o flamură roșie, iar cu dreapta golește dintr-un ulcior apă pe o pală de foc. Tonuri de atelier, tușe îngrijite, dar lejere. Elemente auxiliare: cadru de lemn aurit. | Colecții particulare, Arad  | Cimec    |
|      | Natură moartă cu flori Autor: Niedermayer, J. | Datare: 1780 Școală: Școala austriacă Dimensiuni: L: 40 cm., l: 33,5 cm. Material: ulei pe lemn                                    | Pe o masă de lemn acoperită parțial în stânga cu o draperie alb-gri, o vază în stil Empire în care sunt aranjate flori. La piciorul vasului sunt crizanteme. În stânga sus, un fluture. Fond Monocrom brun. Semnat dreapta jos cu ocru: "J. Niedermeyer 1780 Vien". Elemente auxiliare: cadru de lemn băițuit. | Colecții particulare, Arad  | Cimec    |
|      | Interior Autor: Makart, Hans | Datare: A doua jumătate a sec. XIX Dimensiuni: L: 50 cm., l: 30 cm. Material: ulei pe pânză                                        | Compoziție gen Vanitas. În partea stângă pe o masă, sub fereastră, sunt un craniu, o statuetă (Minerva?), cărți, un mănunchi de spice. Lângă masă, un scaun din lemn și o hârtie rulată. Central-dreapta un scaun tapițat. În fundal, un dulap verdeși un colț de ramă aurită. Semnat dreapta jos cu brun: "Hans Makart". Elemente auxiliare: cadru de lemn aurit. | Colecții particulare, Arad  | Cimec    |
|      | Portret de femeie Autor: Leybote, E.F. | Datare: Sec. XIX Dimensiuni: L: 9,1 cm., l: 7 cm. Material: acuarelă                                                               | Bust, portret de tânără, rochie albă, mâneci bufante, la gât batic colorat. Semnat dreapta mijloc pe vreticală "E F Leybote". | Colecții particulare, Arad  | Cimec    |
|      | Peisaj citadin cu figuri Autor: Frey, J.W. | Datare: A doua jumătate a sec. XIX Dimensiuni: L: 29 cm., l: 20 cm. Material: acuarelă pe hârtie                                   | Fragment de peisaj citadin cu figuri. Semnat dreapta jos "J W Frey". | Colecții particulare, Arad  | Cimec    |
|      | Cap de studiu Autor: Glatter Gyula | Datare: Primul sfert al sec. XX Școală: Școala maghiară Dimensiuni: L: 60,5 cm., l: 50,5 cm. Material: Ulei pe pânză               | Portret bust de bărbat bătrân. Poartă o cămașă roz, descheiată la piept, peste care are o tunică cafenie. Pe cap are un fes roșu. Semnat stânga jos cu roșu: "Glatter Gyula". Elemente auxiliare: cadru de lemn negru. | Colecții particulare, Arad  | Cimec    |
|      | Țărancă cu fetița ei Autor: Glaty Oszkar | Datare: 1923 Școală: Școala de la Baia Mare Dimensiuni: L: 80,5 cm., l: 64,5 cm. Material: ulei pe pânză                           | Scenă de interior: o țărancă tânără ține pe genunchi un castron în care taie alimente. Pe umărul stâng se sprijină o fetiță cu privirea îndreptată înspre mâinile femeii. Semnat dreapta jos cu brun: "Glatz 1923". Elemente auxiliare: cadru de lemn aurit. | Colecții particulare, Arad  | Cimec    |
|      | Peisaj cu ruine de cetate | Datare: Secolul XVIII Școală: Școala italiană Dimensiuni: L: 98 cm., l: 145 cm. Material: ulei pe pânză                            | Figuri în peisaj. Prim plan centru, două personaje în costum rococo, vegetație, bolovani. În spatele acestora, un alt personaj pescuiește într-un râu care curge dinspre planul secund. În fundal, munti și ruinele unei cetăți. Cromatica brună și albastru-verzuie. Elemente auxiliare: cadru de lemn aurit. | Colecții particulare, Arad  | Cimec    |
|      | Păsări de curte | Datare: Secolul XVII (?) Școală: Școala olandeză Dimensiuni: L: 110 cm., l: 140 cm. Material: ulei pe pânză                        | În prim plan, pe dalele de piatră care mărginesc un bazin, trei păsări de curte cu capetele îndreptate spre cățelul din stânga. În bazin, două rațe. În plan secund, un curcan și flori roz. În plan îndepărtat, pe fundalul unui stafaj vegetal, alte păsări domestice. Elemente auxiliare: cadru de lemn. | Colecții particulare, Arad  | Cimec    |
|      | Pictoriță în peisaj | Datare: 1879 Școală: Școala maghiară Dimensiuni: L: 28,5 cm., l: 23,5 cm. Material: ulei pe carton                                 | Sub o umbrelă mare, gălbuie, un profil dreapta de femeie cu pălărie. În fundal, un copac cu frunziș bogat, jur-împrejur verdeață și flori. În prim plan stânga, un fragment cenușiu de stâncă. Predomină tonalitățile de verde. Semnat dreapta jos cu negru "M.G.79". Elemente auxiliare: cadru de lemn aurit. | Colecții particulare, Arad  | Cimec    |
|      | Peisaj din Campagna Autor: Marko Karoly sr. | Datare: Prima jumătate a secolului XIX Școală: Școala maghiară Dimensiuni: L: 108 cm., l: 175 cm. Material: ulei pe pânză          | În fundal, un deal la poalele căruia sunt ruine. În plan secund, secerători în lanul de grâu. În prim plan, personaje în costum rural italian. Predomină cromatica luminoasă: roz, tonuri de galben. Elemente auxiliare: cadru de lemn aurit. | Colecții particulare, Arad  | Cimec    |
|      | Natură moartă cu vânat Autor: Weenix, Jan Baptist (școala) | Datare: A doua jumătate a secolului XVII Școală: Școala olandeză Dimensiuni: L: 133 cm., l: 188 cm. Material: ulei pe pânză        | În prim plan, prada vânătorii: păsări sălbatice și un cerb, trei câini. Plan secund dreapta: un episod de vânătoare. Plan secund stânga: peisaj cu ruine de castel. Tonalitate brună și albastră gri-verzuie. | Colecții particulare, Arad  | Cimec    |
|      | Portret de bărbat Autor: Danhauser, Joseph | Datare: Prima jumătate a secolului XIX Școală: Școala austriacă Dimensiuni: L: 79 cm., l: 63,5 cm. Material: ulei pe pânză         | Bust, profil stânga. Bătrân cu părul și barba căruntă, citește dintr-o carte veche. Poartă un veston negru de sub care se văd manșeta și gulerul albe. Trăsăturile feței sunt pictate cu minuție. Fond brun, tușa fină. Elemente auxiliare: cadru de lemn aurit. | Colecții particulare, Arad  | Cimec    |
|      | Țărănci la umbră Autor: Nyilasy Sándor | Școală: Școala de la Baia Mare Dimensiuni: L: 27,5 cm., l: 39 cm. Material: ulei pe lemn                                           | Prim plan centru: trei femei tinere văzute din față, dintre care două au chipurile umbrite de crengile copacului, profilate în partea de sus a pânzei. A patra tânără, aflată în fața celor trei, este redată din profil. În plan secund, vegetație și o biserică. Semnat stânga sus cu brun: "Nyilasy". | Colecții particulare, Arad  | Cimec    |
|      | Scenă istorică Autor: Makart, Hans | Datare: A doua jumătate a secolului XIX Dimensiuni: L: 27 cm., l: 37 cm. Material: guașă pe carton                                 | Într-un interior somptuos, o mulțime de personaje în ținută de curte. Elemente auxiliare: cadru de lemn aurit. | Colecții particulare, Arad  | Cimec    |
|      | Casă țărănească Autor: Russ, Franz | Datare: A doua jumătate a secolului XIX Școală: Școala austriacă Dimensiuni: L: 12,7 cm., l: 18,2 cm. Material: acuarelă pe hârtie | Fragment de peisaj rural: vegetație, trei personaje în apropierea casei, în spatele ei cumpăna fântânii. Semnat stânga jos cu negru: "F. Russ". | Colecții particulare, Arad  | Cimec    |
|      | Cap de studiu Autor: Aggházy Gyula | Datare: A doua jumătate a secolului XIX Școală: Școala maghiară Dimensiuni: L: 46 cm., l: 38 cm. Material: ulei pe pânză           | Pe un fond închis, profil dreapta de bărbat bătrân, frunte ridată, păr și barbă căruntă. Poartă o haină ocru. Semnat stânga jos cu brun: "Agghazy G". | Colecții particulare, Arad  | Cimec    |
|      | Peisaj de deal Autor: Russ, Franz | Datare: 1859 Școală: Școala austriacă Dimensiuni: L: 13,4 cm., l: 18,8 cm. Material: acuarelă pe hârtie                            | Peisaj rural: un grajd din lemn, animale, două personaje. Semnat dreapta jos cu negru: "Russ 859". | Colecții particulare, Arad  | Cimec    |
|      | Portret de femeie | Datare: 1857 Dimensiuni: L: 32,5 cm., l: 28 cm. Material: acuarelă pe carton                                                       | Portret de femeie matură, pe cap poartă o bonetă din dantelă albă, legată sub bărbie, bluză albă, rochie bleu peste care are un veștmânt negru. În mâna dreaptă ține o batistă albă. Lateral stânga cu creionul o inițială și anul 857. | Colecții particulare, Arad  | Cimec    |
|      | Portret de femeie Autor: Canzi, August Alexius | Datare: 1852 Dimensiuni: L: 36,8 cm., l: 26 cm. Material: acuarelă pe carton                                                       | Portret de tânără, poartă o rochie gălbuie cu reflexe albastre, pieptănată cu cărare pe mijloc și părul adunat pe tâmple, mâna stângă o sprijină pe spătarul unui fotoliu pe care e aruncat un șal, iar în mâna dreaptă ține o batistă. Semnat dreapta jos cu creionul: "August Canzi 1852". | Colecții particulare, Arad  | Cimec    |
|      | Portret de femeie | Datare: Secolul XVIII Școală: Școala franceză Dimensiuni: L: 52 cm., l: 42 cm. Material: pastel pe hârtie                          | Bust de tânără nobilă. Poartă o rochie albastră cu decolteu pronunțat garnisit cu flori în ton și o fundă roz. Pe umeri ține un șal transparent, la gât o fundă roz, peruca gri-perlat este împodobită cu o panglică roz și o floare gălbuie. Semnătura: dreapta mijloc cu creionul "Roberts". Elemente auxiliare: cadru de lemn aurit. | Colecții particulare, Arad  | Cimec    |
|      | Portret de femeie | Datare: Secolul XVIII Școală: Școala franceză Dimensiuni: L: 72 cm., l: 62 cm. Material: pastel pe hârtie                          | Pe un fond ocru, femeie tânără în ușor semiprofil stânga, poartă ținută rococo roz-violet cu dantele aurii, în mâna stângă ține o pereche de mânuși de satin, iar pe cap are o pălărie albăstruie pe margini cu puf alb. Elemente auxiliare: cadru de lemn aurit. | Colecții particulare, Arad  | Cimec    |
|      | O clipă de răgaz Autor: Widlitzka | Școală: Școala germană Dimensiuni: L: 85 cm., l: 65 cm. Material: ulei pe lemn                                                     | Tânăra - poartă o rochie neagră - așezată pe scaun, privește doi pui care ciugulesc. Cromatica închisă, predomină negrul. Semnat dreapta jos cu roșu: "Munchen Widlitzka". Elemente auxiliare: cadru de lemn aurit. | Colecții particulare, Arad  | Cimec    |
|      | Marină Autor: Verboeckhoven, Charles Loius | Datare: Sec. XIX Dimensiuni: L: 66 cm., l: 90 cm. Material: ulei pe pânză                                                          | Peisaj marin. Apele gri-verzui ale mării se întâlnesc la orizont cu un cer palid, gri-galbui. În prim plan, o corabie, la țărm bărci pescărești și câțiva oameni. În dreapta, spre orizont, silueta unui oraș. Semnat dreapta jos cu pensula subțire: "Louis Verboeckhoven". Elemente auxiliare: cadru de lemn aurit. | Colecții particulare, Arad  | Cimec    |
|      | Nud de femeie Autor: Bato Joszef | Datare: 1921 Școală: Școala maghiară Dimensiuni: L: 143,5 cm., l: 100,5 cm. Material: ulei pe pânză                                | În decor vegetal, un nud de femeie. Predomină tonurile de gri. Semnat stânga jos cu negru: "Bato 1921". | Colecții particulare, Arad  | Cimec    |
|      | Femeie cu lira | Dimensiuni: L: 73,5 cm., l: 61 cm. Material: ulei pe pânză                                                                         | Tânără femeie, îmbrăcată în alb, cu privire melancolică, își sprijină brațul stâng pe o liră, iar cu mâna dreaptă îi atinge corzile. | Colecții particulare, Arad  | Cimec    |
|      | Portret de femeie Autor: Ender | Datare: Sec. XIX Dimensiuni: L: 20,8 cm., l: 16,3 cm. Material: acuarelă pe carton                                                 | Cu mâna sprijinită pe brațul unui fotoliu verde, o femeie îmbrăcată în rochie albă, la gât un șal colorat, în cap o bonetă din dantelă albă decorată cu o fundă albastră. De pe umeri îi cade un mantou căptușit cu blană albă. Semnat stânga jos: "Ender". | Colecții particulare, Arad  | Cimec    |
|      | Portret de femeie în negru | Datare: Secolul XIX Școală: Școala austriacă Dimensiuni: L: 22,7 cm., l: 17,6 cm. Material: acuarelă pe carton                     | Portret bust, tânără care poartă pe cap o bonetă din dantele (alb, negru, albastru) peste o bluză albă, prinsă la gât cu o fundă albastră, are un corsaj negru, mâneci din dantelă neagră. Inscripție centru jos cu creionul: "Gizella Koncinsky". | Colecții particulare, Arad  | Cimec    |
|      | Portret de femeie în albastru Autor: Suchy, Adalbert | Datare: Sec. XIX Dimensiuni: L: 9,5 cm., l: 7,5 cm. Material: acuarelă pe fildeș                                                   | Miniatură cu portret de femeie. Pe cap poartă o bonetă plisată, albă. Rochie albastră peste care are trecut în cruce un șal transparent alb. Semnat dreapta cu creionul "Adalb Suchy pixt". Elemente auxiliare: cadru de lemn. | Colecții particulare, Arad  | Cimec    |